# Chromonastiri
Chromonastiri (griechisch Χρομοναστήρι auch Χρωμοναστήρι (n. sg.)) ist eine Ortsgemeinschaft des Gemeindebezirks Rethymno in der Gemeinde Rethymno auf der griechischen Mittelmeerinsel Kreta. Aufgrund des Erhaltungszustands venezianischer Häuser, ihres historischen und architektonischen Werts sowie des Ortsbildes ist der Ort denkmalgeschützt.

## Lage
Chromonastiri liegt etwa sechs Kilometer südwestlich von Rethymno an den Ausläufern des Vrysinas in 360 Meter Höhe. Weitere drei Weiler zählen zur Ortschaft, Prinedes unmittelbar nördlich angrenzend, sowie Kapediana (Καπεδιανά) etwa 1,2 Kilometer westlich und Myli 1,5 Kilometer nordwestlich. Die nächstgelegene Ortschaft ist Roussospiti 1,5 Kilometer nordwestlich.

## Namensherkunft und Geschichte
Der Name ist aus den Worten Farbe und Kloster zusammengesetzt; dieser Name ist vermutlich auf die Verbindung des Dorfes mit dem Kloster Panagia Kera in byzantinischer und venezianischer Zeit zurückzuführen. Entstanden ist der Ort im 12. und 13. Jahrhundert; aus dieser Zeit stammen auch mehrere venezianische Gebäude.
| Name          | griechischer Name     | Code       | 1940 | 1951 | 1961 | 1971 | 1981 | 1991 | 2001 | 2011 |
| ------------- | --------------------- | ---------- | ---- | ---- | ---- | ---- | ---- | ---- | ---- | ---- |
| Chromonastiri | Χρομοναστήρι (n. sg.) | 7301011201 | 439  | 347  | 293  | 173  | 294  | 237  | 358  | 298  |
| Kapediana     | Καπεδιανά (n. pl.)    | 7301011202 | 102  | 064  | 048  | 035  | 027  | 019  | 028  | 025  |
| Myli          | Μύλοι (m. pl.)        | 7301011203 | 099  | 075  | 052  | 036  | 039  | 031  | 039  | 027  |
| Prinedes      | Πρινέδες (m. pl.)     | 7301011204 | –    | –    | –    | –    | –    | 029  | 057  | 041  |
| Gesamt        | Gesamt                | 73010112   | 640  | 486  | 393  | 244  | 360  | 316  | 482  | 391  |

## Kirchen und weitere Sehenswürdigkeiten
Panagia Kera

Die Ursprünge der Kreuzkuppelkirche Panagia Kera (Παναγία Κερά) gehen auf das 11. Jahrhundert zurück, insgesamt können vier Bauphasen nachgewiesen werden. Der nördliche und südliche Flügel ist abgerundet, ähnlich einer Apsis. Zur Abtrennung von Kirche und Altarraum wurde im 14. Jahrhundert eine Mauer eingezogen, später im selben Jahrhundert die Kirche nach Westen erweitert. Am Übergang vom 15. Jahrhundert zum 16. Jahrhundert folgte der Anbau einer einschiffigen Kapelle, diese ist der Agia Anna geweiht. Fresken sind in mehreren Lagen erhalten, die ältesten datieren ins 11. Jahrhundert, die meisten aus der zweiten Hälfte des 14. Jahrhunderts.

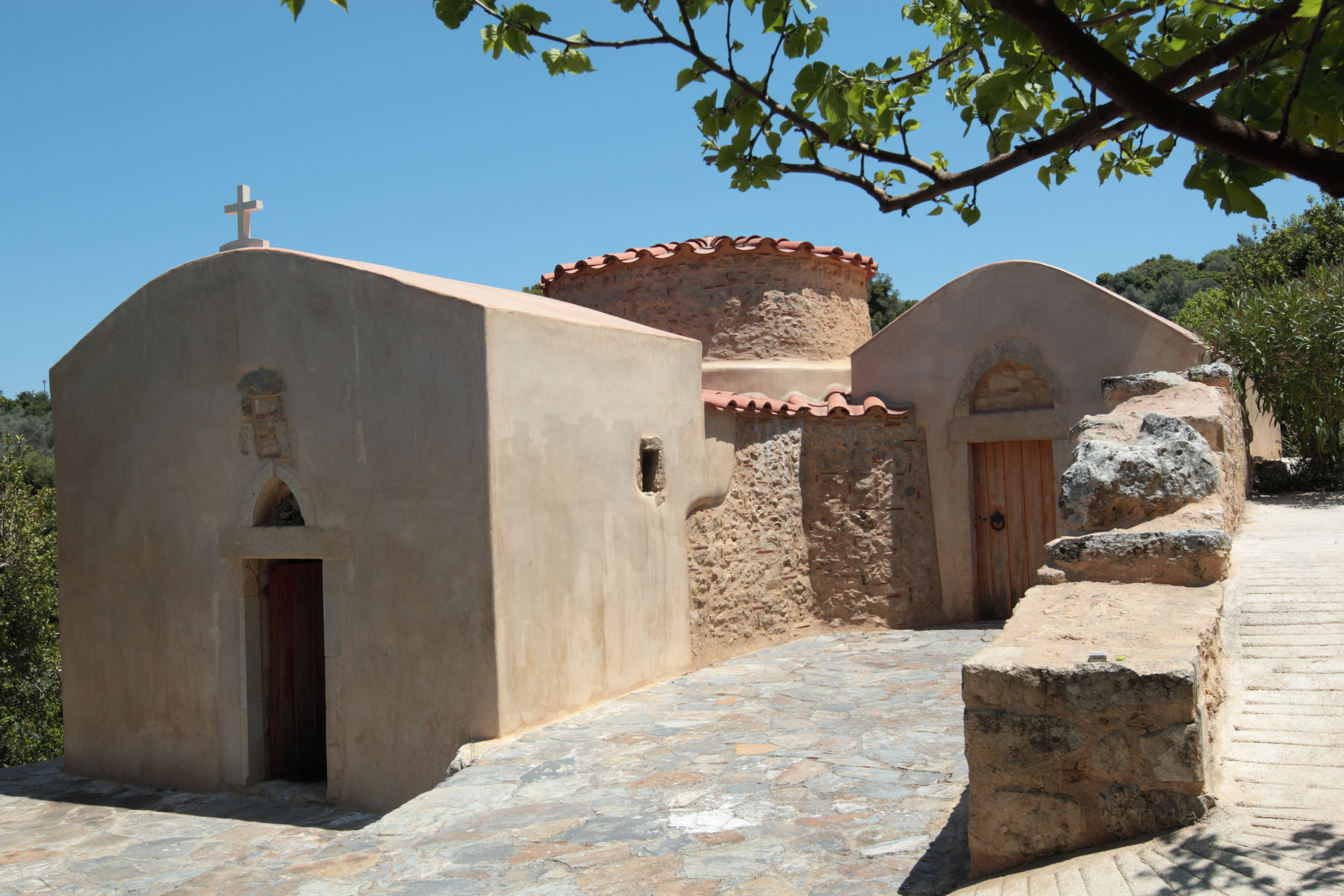
Die Kirche Panagia Kera
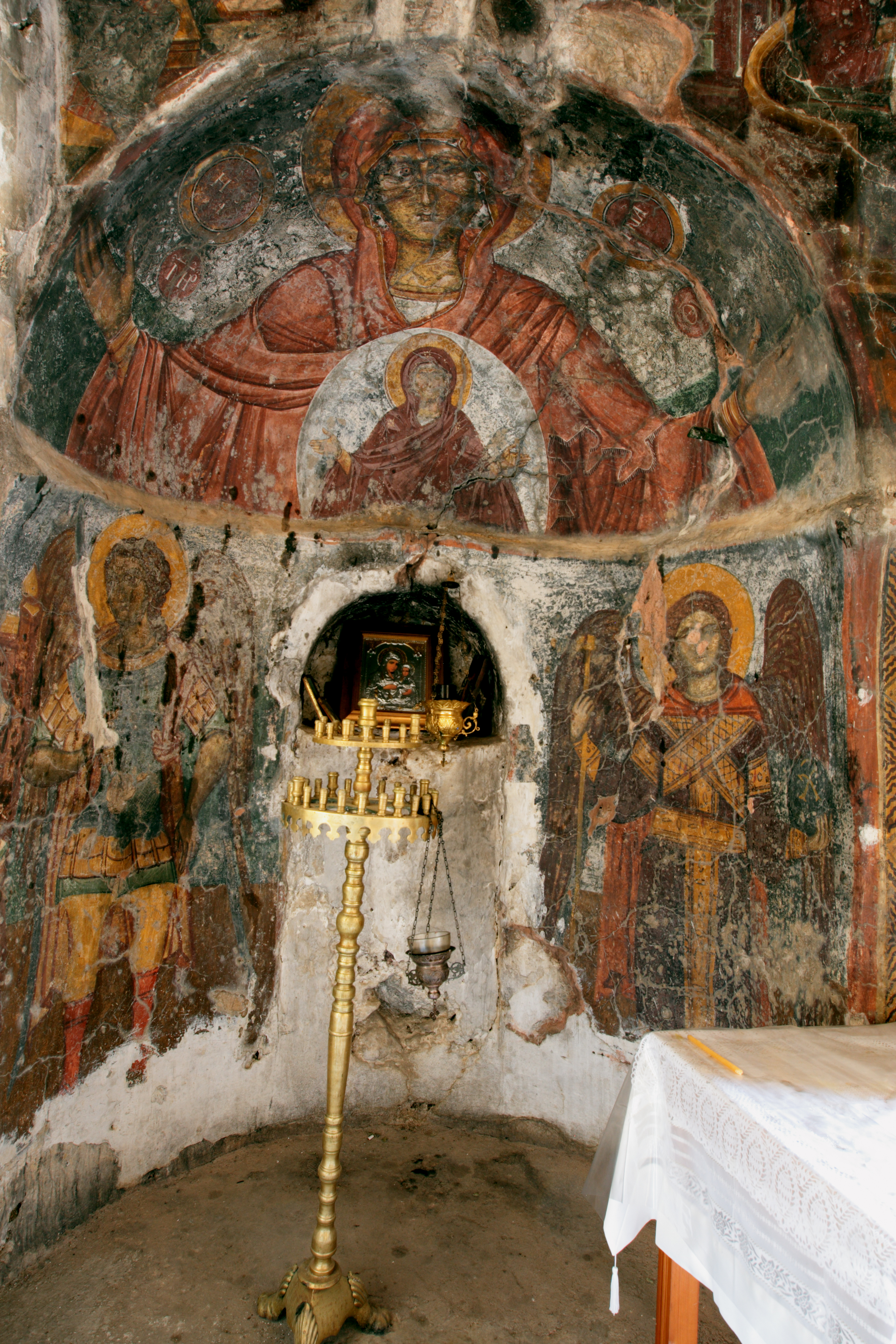
Innenraum der Kirche Panagia Kera
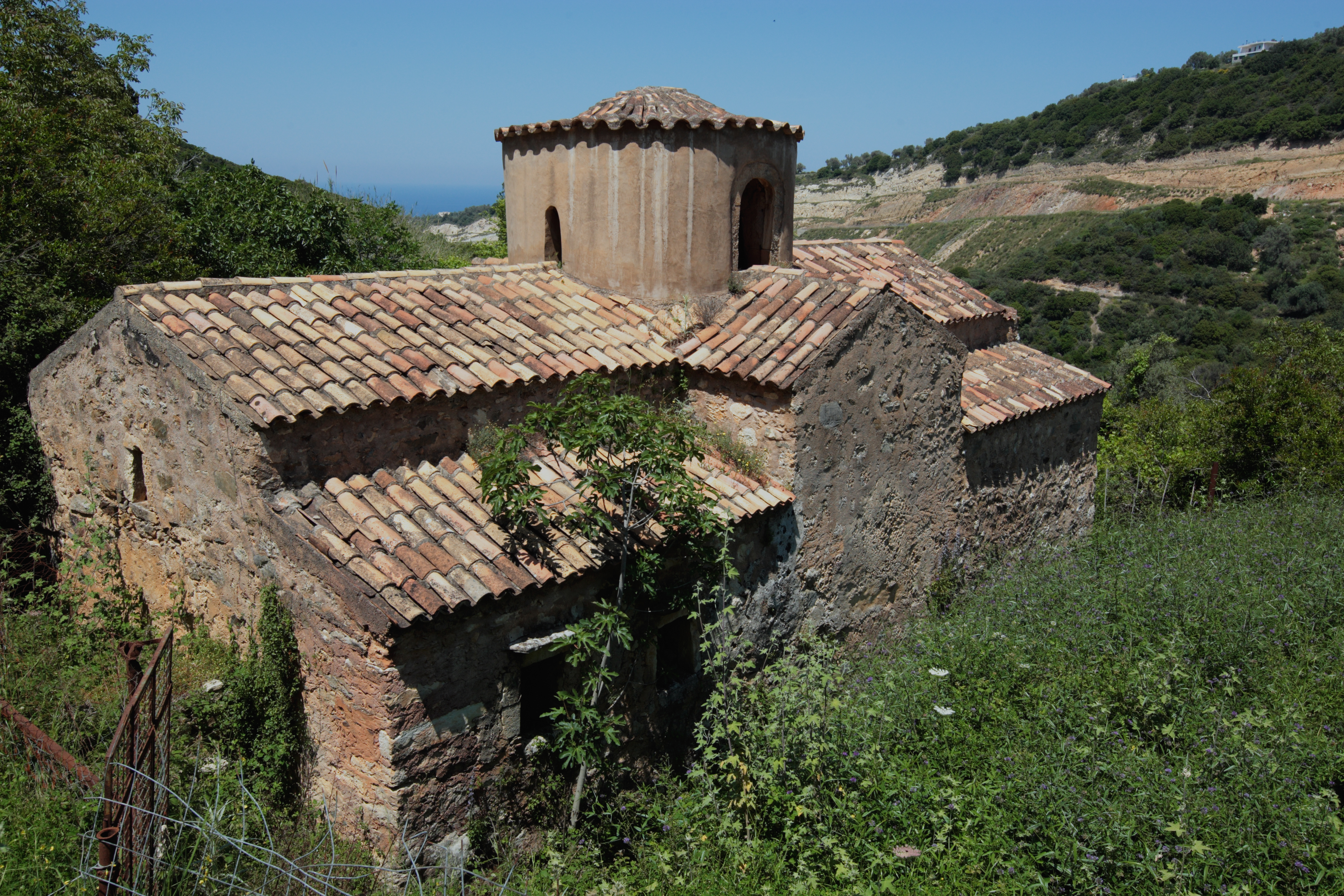
Die Kirche Agios Eftychios
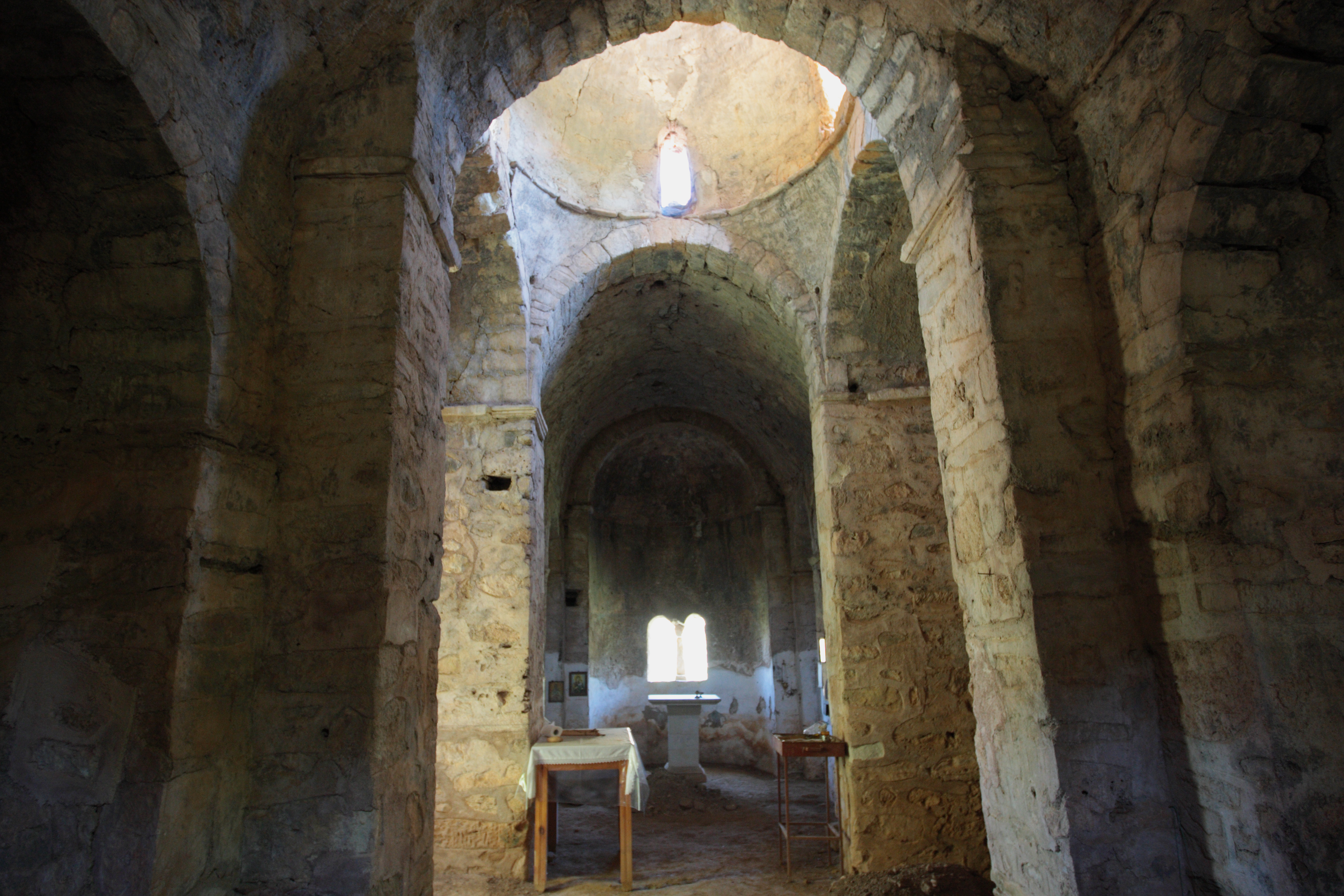
Die Kirche Agios Eftychios, Innenraum

Agios Eftychios

Die Kirche Agios Eftychios (Άγιος Ευτύχιος) liegt etwa 1,5 Kilometer nordöstlich des Dorfes oberhalb eines Trockenbachs in der Gegend Perdiki Metochi. Vermutlich handelt es sich um eine Kirchengründung durch Ioannis Xenos in der zweiten Hälfte des 10. Jahrhunderts. Obwohl die Kirche von außen das Aussehen einer dreischiffigen Basilika hat, zählt sie zum Typ Kreuzkuppelkirchen, weil die West- und Ostflügel gegenüber den Nord- und Südflügeln deutlich verlängert sind. Die Fresken stammen aus dem 11. Jahrhundert.
Militärmuseum

Von den zahlreichen Gebäuden venezianischen Ursprungs ist die Villa Clodio das bedeutendste. Die Villa steht am südlichen Ortsausgang und beherbergt heute das Militärmuseum. Einst diente sie der venezianischen Adelsfamilie Clodio als Sommerresidenz. Während der osmanischen Zeit war sie Sitz des Agha. Im Jahr 1985 schenkte der damalige Besitzer das Gebäude dem Dorf, die Übereignung an den Generalstab des Griechischen Heeres (ΓΕΣ) zur Einrichtung eines Militärmuseums erfolgte 1997. Vom Herbst 2003 bis 2009 wurde das Gebäude umfassend renoviert, im Januar 2010 nahm das Museum seinen Betrieb auf.
Die alte Ölmühle von Prinari wurde vollständig renoviert und verwahrt alte Geräte zur Herstellung des Olivenöls.

## Sonstiges
Am 27. Juli feiert das Dorf den Namenstag der Agios Pandeleimon. Die öffentliche Busse des KTEL-Verbundes bedienen täglich außer an Wochenenden zwei Verbindungen zwischen Chromonastiri und Rethymno.